# Direitos LGBT no Malaui
Pessoas lésbicas, gays, bissexuais e transgêneros (LGBT) no Malaui enfrentam desafios legais que não são enfrentados por residentes não LGBT .
O Código Penal proíbe "conhecimento carnal contra a ordem da natureza", tentativas de cometer "conhecimento carnal contra a ordem da natureza" e atos de "indecência grosseira". No entanto, em novembro de 2012, a presidente Joyce Banda suspendeu todas as leis que criminalizavam a homossexualidade . Em julho de 2014, o Ministro da Justiça anunciou que Malauí não iria mais prender pessoas por atividades sexuais entre pessoas do mesmo sexo e rever suas leis anti-homossexuais.
No final de dezembro de 2009, uma mulher trans, Tiwonge Chimbalanga, e um homem, Steven Monjeza, foram presos após uma tradicional festa de "noivado". Em 18 de maio de 2010, eles foram considerados culpados de terem cometido "crimes não naturais" e "práticas indecentes entre homens". Em 29 de maio de 2010, o então presidente Bingu wa Mutharika perdoou os dois indivíduos.

## Legalidade da atividade sexual entre pessoas do mesmo sexo

### Estatutos
O Código Penal do Malaui fornece:
Seção 137A. Práticas indecentes entre mulheres. Qualquer pessoa do sexo feminino que, em público ou privado, cometa qualquer ato de indecência grosseira com outra pessoa do sexo feminino, ou procure outra mulher para cometer qualquer ato de indecência grosseira com ela, ou tente obter a prática de tal ato por qualquer mulher a pessoa consigo mesma ou com outra mulher, em público ou privado, é culpada de delito e punível com pena de prisão cinco anos.
Seção 153. Ofensas não naturais. Qualquer pessoa que—
(a) tem conhecimento carnal de qualquer pessoa contra a ordem da natureza; ou
(c) permite que um homem tenha conhecimento carnal dele ou dela contra a ordem da natureza,
será culpado de delito grave e poderá ser sentenciado a quatorze anos de prisão, com ou sem castigos corporais.
Seção 154. Tentar cometer ofensas não naturais. Qualquer pessoa que tentar cometer qualquer um dos crimes especificados na última seção anterior será culpado de crime e será punido com pena de prisão por sete anos, com ou sem punição corporal.
Seção 156. Práticas indecentes entre homens. Qualquer pessoa do sexo masculino que, em público ou privado, cometa qualquer ato de indecência grosseira com outra pessoa do sexo masculino, ou adquira outra pessoa do sexo masculino para cometer qualquer ato de indecência grosseira com ela, ou tente obter a prática de qualquer ato por qualquer homem pessoa com si mesma ou com outra pessoa do sexo masculino, em público ou privado, será culpada de crime e será punida com pena de prisão por cinco anos, com ou sem punição corporal [nos termos do artigo 28 do Código Penal].
A mídia noticiosa informou em dezembro de 2011 que esses estatutos foram enviados à Comissão de Legislação do Malaui (MLC) para revisão, citando Ephraim Chiume, ministro da Justiça do Malaui. No entanto, uma delegação de alto nível de especialistas jurídicos nomeados pelo Instituto de Direitos Humanos da International Bar Association concluiu, em janeiro de 2012, que o MLC não tinha, de facto, sido especificamente convidado a rever estes estatutos.
Em 18 de maio de 2012, a presidente Joyce Banda anunciou sua intenção de revogar as leis que criminalizam a atividade sexual entre pessoas do mesmo sexo. Em 5 de novembro, o governo do Malauí suspendeu todas as leis que criminalizavam a homossexualidade. O Procurador-Geral e Ministro da Justiça, Ralph Kasambara, ordenou à polícia que não prendesse indivíduos LGBT, enquanto se aguarda uma revisão da Assembleia Nacional . Três dias depois, ele se inverteu, dizendo: "Não houve tal anúncio e não houve discussão sobre casamento entre pessoas do mesmo sexo."  A Malaui Law Society argumentou que era inconstitucional para os ministros suspender arbitrariamente qualquer lei e estabeleceria um precedente perigoso para o futuro. Os líderes religiosos foram fortemente contra a suspensão.
Em novembro de 2013, o Tribunal Superior do Malaui anunciou a sua intenção de rever a constitucionalidade da lei aceitando um recurso. O foco do recurso é o caso dos três presos Amon Champyuni, Mathews Bello e Musa Chiwisi, que foram condenados em 2011 e estão cumprindo penas de 10 a 14 anos por praticar a homossexualidade. Em janeiro de 2014, as deliberações do tribunal sobre a questão foram atrasadas enquanto se aguarda uma determinação do Supremo Tribunal sobre se o Tribunal Superior pode proceder à revisão de uma questão de constitucionalidade. Em 2019, não houve decisão.
Em setembro de 2016, o presidente Peter Mutharika disse que "quer os direitos dos homossexuais protegidos" e propôs um referendo sobre a descriminalização da homossexualidade e a legalização do casamento entre pessoas do mesmo sexo. No entanto, em outubro de 2015, um porta-voz da State House disse que os comentários do presidente são sua opinião pessoal sobre o assunto e não uma política.
Em 9 de fevereiro de 2016, o Tribunal Superior de Mzuzu ordenou que o Serviço de Polícia do Malaui, o Diretor do Ministério Público, continuasse prendendo e processando gays e lésbicas que cometem crimes homossexuais no Malaui. O juiz da Suprema Corte, Dingiswayo Madise, concedeu uma liminar solicitada por pastores anti-homossexuais que buscam o fim da moratória do governo nas prisões sob a lei anti-homossexualidade do país durante as deliberações do tribunal sobre a constitucionalidade dessa lei. Os processos continuarão enquanto se aguarda uma revisão judicial das decisões, conduta e abdicação do dever legal e constitucional pelo Ministro da Justiça e Assuntos Constitucionais, o Diretor do Ministério Público e o Serviço de Polícia do Malaui.

### Constituição do Malaui
A Constituição do Malaui não proíbe especificamente a discriminação com base na orientação sexual. A advogada de direitos humanos Chrispine Sibande, no entanto, argumentou em 2010 que a discriminação é proibida pela Seção 20 da constituição, que estabelece que "todas as pessoas têm, sob qualquer lei, garantida proteção igual e efetiva contra a discriminação em razão de raça, cor, sexo, idioma, religião, opinião política ou outra, nacionalidade, origem étnica ou social, deficiência, propriedade, nascimento ou outro status. "  Não houve nenhuma decisão legal oficial nesse sentido.

## Reconhecimento de uniões do mesmo sexo
Em 17 de abril de 2015, a Lei do Casamento, Divórcio e Relações Familiares entrou em vigor e proibiu todos os casamentos e uniões entre pessoas do mesmo sexo. Embora a lei tenha sido elogiada por aumentar a idade mínima dos casamentos heterossexuais de 16 para 18, ela foi ao mesmo tempo condenada pela exclusão dos casais homossexuais e por sua linguagem afirmar que o gênero de cada um é atribuído no nascimento. A nova lei não permite que pessoas que passaram por cirurgia de redesignação de gênero se casem com alguém do sexo anterior dessa pessoa e também faz comparações entre o sexo gay e o estupro e assédio sexual.

## Condições de vida
Em julho de 2005, o reverendo Dr. Nick Henderson foi eleito pela diocese do Lago Malaui para servir como seu bispo, mas os membros conservadores contestaram a eleição. Em dezembro, a Igreja Anglicana da África Central (ACCA) anulou a eleição. De acordo com o arcebispo Bernard Malango, que liderou a ACCA, "ele demonstrou ativamente que não tinha uma fé sólida - foi isso que o Tribunal da Confirmação decidiu". Os bispos concluíram que o envolvimento de Henderson com a Igreja Moderna, que apoiava os direitos LGBT, o tornava "inadequado". Seguiu-se uma luta de quatro anos por leigos e padres para anular a decisão da ACCA. A questão foi finalmente resolvida quando Henderson pediu a seus partidários que concordassem com a eleição do Venerável Francis Kaulanda como bispo. Kaulanda fora um dos padres de estudos sabáticos de Henderson.
Em setembro de 2009, Mary Shawa, secretária de nutrição, HIV e AIDS no gabinete do presidente, argumentou que Malaui deve dar aos gays acesso aos serviços de HIV e AIDS. Ela disse: "É necessário incorporar uma abordagem de direitos humanos na prestação de serviços de HIV e AIDS para grupos de risco, como homens que mantêm relações sexuais com homens, se tivermos que lutar contra a AIDS." 
Em fevereiro de 2010, Peter Sawali foi preso por colocar cartazes em uma estrada movimentada em Blantyre que diziam "Os direitos dos homossexuais são direitos humanos". Ele foi acusado de conduta que provavelmente causaria uma violação da paz. Ele foi posteriormente condenado e sentenciado a limpar as instalações do Tribunal de Magistrados de Blantyre por 60 dias.
Em abril de 2010, o presidente Bingu wa Mutharika condenou atos de homossexualidade. Ele disse: "Os malauianos estão até imitando culturas que eles não entendem. Eles estão dizendo que um homem deve se casar com outro homem. Isso é mau e mau aos olhos de Deus. Há certas coisas que nós, Malauianos, simplesmente não fazemos. " 
Em julho de 2011, Undule Mwakasungula, presidente do Comitê Consultivo de Direitos Humanos, e Gift Trapence, diretor executivo do Centro de Desenvolvimento Popular, supostamente se esconderam após serem ameaçados de prisão por traição. O presidente Mutharika foi citado como tendo dito: "Eu irei ... caçá-los em suas casas. Você não vai se esconder, vou fumar você, muziwanso. Você deve voltar para seus pais e mães do Ocidente, que o enviaram. "  Dois meses antes, George Chaponda, Ministro da Justiça e Assuntos Constitucionais do Malaui, afirmou que as recentes retiradas de ajuda externa por vários países eram culpa de Mwakasungula e Trapence. Ele disse: “O país está sofrendo por causa da conduta de alguns líderes da sociedade civil. Essas pessoas não são patrióticas. Alguns doadores retiraram sua ajuda e todos estão sofrendo. " 
O relatório de direitos humanos de 2011 do Departamento de Estado dos EUA concluiu que,
Um ambiente propício à discriminação com base na orientação sexual foi criado e mantido por altos funcionários do governo. No Dia Mundial do Turismo em setembro [2011], o ministro do turismo [Daniel Liwimbi] disse que não era apropriado que os cidadãos se envolvessem em atividades sexuais com pessoas do mesmo sexo como "nada malauiano". A noção equivocada de que os países doadores ocidentais estavam retendo ajuda financeira, a menos que o país permitisse casamentos do mesmo sexo, aumentou um ambiente homofóbico. Em outubro [,] o Conselho de Igrejas do Malaui declarou que o país precisava de ajuda e milhões de cidadãos inocentes não deveriam ser penalizados porque a atividade sexual entre pessoas do mesmo sexo foi proibida.
Em fevereiro de 2014, a Associação Muçulmana do Malaui (MAM) apelou à condenação dos homossexuais à morte, dizendo que "os criminosos têm de ser condenados à morte como forma de garantir que o problema seja controlado".
Em janeiro de 2016, o porta-voz do Partido do Povo Ken Msonda postou no Facebook várias declarações de que gays do Malaui "são piores que cachorros", que gays e lésbicas são "filhos e filhas do diabo" e que deveriam ser mortos. A Malaui Law Society criticou essas declarações e apresentou acusações contra Msonda no tribunal, enquanto também pedia à polícia e à Comissão de Direitos Humanos do Malawi que investigassem as declarações de Msonda como discurso de ódio. O caso contra Msonda começou, impulsionado pela sociedade jurídica, o Centro de Direitos Humanos e Reabilitação (CHRR) e defensores dos direitos LGBT no Centro para o Desenvolvimento dos Povos (CEDEP). Várias outras organizações da sociedade civil expressaram interesse em aderir ao caso, incluindo o Escudo dos Direitos da Criança e da Juventude (YOCRIS), o Fórum para o Desenvolvimento Nacional (FND) e a Organização de Aconselhamento para a Juventude do Adolescente (CAYO). No entanto, o caso contra Msonda foi retomado e depois encerrado por Kachale, o diretor do Ministério Público do Malawi, que interveio a 21 de janeiro.
Em janeiro de 2016, um homem gay malauiano, Eric Sambisa, de Blantyre, no sul do Malaui. reconheceu a um entrevistador que é gay e disse que está cansado de ser tratado como um cidadão de segunda classe pelo que chamou de "governo homofóbico do Malaui e sociedade homofóbica do Malaui" ao dizer "Mate-nos ou dê-nos os nossos direitos". Ele foi detido pela polícia por um breve período depois que sua história foi publicada e por um breve período se escondeu durante esse período.
Um relatório de outubro de 2018 da Human Rights Watch descobriu que membros da comunidade LGBT são vulneráveis a prisões arbitrárias, violência física e discriminação. O relatório recomenda que a atividade consensual entre pessoas do mesmo sexo seja descriminalizada para garantir que os membros da comunidade LGBT sejam mais bem protegidos.

### Condenação criminal e subsequente perdão de casal do Malaui
No final de dezembro de 2009, uma mulher trans, Tiwonge Chimbalanga, e um homem, Steven Monjeza, foram presos após realizar um tradicional "chinkhoswe" (cerimônia de noivado) e, em seguida, presos separadamente em Blantyre . O magistrado Nyakwawa Usiwausiwa posteriormente negou a fiança, supostamente para sua própria proteção. "O público está zangado com eles." 
Em uma decisão tornada pública em 22 de fevereiro de 2010, o presidente da Suprema Corte, Lovemore G. Munlo, negou a moção dos réus para que um Tribunal Constitucional fosse convocado para decidir sobre a constitucionalidade das Seções 153 e 156 do Código Penal. Ele escreveu: "Da totalidade dos documentos que estão diante de mim, cheguei à conclusão de que os processos criminais que estão perante o Tribunal Magistrado Residente Principal não se relacionam expressa e substancialmente com a interpretação ou aplicação da Constituição. " 
Em 18 de maio de 2010, os réus foram considerados culpados de terem cometido "crimes não naturais" e "práticas indecentes entre homens" ao abrigo do Código Penal do Malaui. O magistrado Usiwausiwa impôs a pena máxima de 14 anos de prisão com trabalhos forçados. Ele disse: "Vou lhe dar uma sentença assustadora para que o público seja protegido de pessoas como você, para que não sejamos tentados a imitar esse exemplo horrendo. Estamos sentados aqui para representar a sociedade do Malaui, que não acredito estar pronta neste momento para ver seus filhos se casando com outros filhos ou conduzindo cerimônias de noivado. " 
O julgamento e as sentenças foram condenados por organizações regionais de direitos humanos, incluindo AIDS and Rights Alliance for Southern Africa, o Southern Africa Litigation Center, o Center for the Development of People e o Center for Human Rights and Rehabilitation. Além disso, organizações internacionais de direitos humanos, como a Anistia Internacional e a Comissão Internacional de Direitos Humanos de Gays e Lésbicas, reagiram com condenação, assim como entidades doadoras e governos como Estados Unidos, Reino Unido, Alemanha, Noruega, Banco Africano de Desenvolvimento, União Europeia e Banco Mundial .
No entanto, o Conselho de Igrejas do Malaui(um agrupamento de até 22 igrejas protestantes) aconselhou o governo do Malaui a manter as leis que criminalizam os atos sexuais entre pessoas do mesmo sexo e pediu às organizações internacionais que "respeitem os valores culturais e religiosos do Malaui e se abstenham de usar ajuda como um meio de obrigar o país a legalizar atos pecaminosos como a homossexualidade em nome dos direitos humanos ”.
A International Women's Health Coalition e Gender Dynamix identificaram a prisão de Chimbalanga, em particular, como uma questão de transfobia . Os grupos criticaram as reportagens internacionais sobre o julgamento e a condenação de Chimbalanga porque a maioria dos meios de comunicação não relatou a identidade de gênero de Chimbalanga em sua cobertura da questão da igualdade no casamento para casais do mesmo sexo.
Em 29 de maio de 2010, o então presidente Bingu wa Mutharika perdoou ambos os indivíduos durante uma visita de Ban Ki-Moon, o Secretário-Geral das Nações Unidas .
Uma delegação de alto nível de especialistas jurídicos nomeados pelo Instituto de Direitos Humanos da International Bar Association conduziu uma missão de averiguação no Malaui em janeiro de 2012. Alguns representantes do governo disseram à delegação que Chimbalanga e Monjeza não eram, de fato, gays e foram financiados por organizações internacionais. A delegação, entretanto, não pôde corroborar esta afirmação.
Chimbalanga eventualmente buscou e obteve o status de refugiado na África do Sul. Monjeza casou-se com outra mulher e depois a deixou, acusando-a de tentar obter seu dinheiro. Ele se tornou um pequeno criminoso, passou um tempo na prisão e teria morrido de causas desconhecidas em julho de 2012.  

### Prisões subsequentes
Em 7 de dezembro de 2015, dois homens Cuthbert Kulemela, 19, e Kelvin Gonani, 39, foram presos durante o sexo, por suposta atividade homossexual. No entanto, em 15 de dezembro de 2015, o governo do Maláui, anunciou que as acusações foram lançadas contra eles. Em um comunicado, o Ministro da Justiça, Samuel Tembenu reafirmou o Malaui, a moratória sobre prisões e os processos por supostas violações do país, anti-gay lei.
Em abril de 2018, a polícia prendeu um homem chamado Limbane Sibande em Mzuzu sob suspeita de ser gay e o acusou de indecência. A prisão teria sido feita por uma alegada violação da Seção 156 do Código Penal (práticas indecentes entre homens) e não pela principal lei anti-gay do país, a Seção 153 (conhecimento carnal de qualquer pessoa contra a ordem da natureza).

## Pressão internacional sobre o Malaui para legalizar as atividades sexuais entre pessoas do mesmo sexo

### Relatórios e recomendações no âmbito do Pacto Internacional sobre Direitos Civis e Políticos

#### Observações finais provisórias do Comitê de Direitos Humanos das Nações Unidas
Malaui tornou-se parte do Pacto Internacional sobre Direitos Civis e Políticos em 22 de dezembro de 1993. De acordo com o Artigo 40 do Pacto, Malaui foi obrigado a apresentar seu relatório inicial até 21 de março de 1995. O Malaui falhou em honrar suas obrigações de relatório por mais de 17 anos, apesar dos vários lembretes. O Comitê de Direitos Humanos das Nações Unidas (UNHRC) em junho de 2012 fez "observações finais provisórias" na ausência do relatório do Malaui.
O Comitê está preocupado com as alegações de casos relatados de violência e discriminação contra pessoas que mantêm relações entre pessoas do mesmo sexo em. . . [Malaui], bem como alegações de incitamento à violência contra eles por parte de alguns funcionários públicos e autoridades, apesar do artigo 20 da Constituição, que garante a igualdade das pessoas e proíbe a discriminação. O Comitê também está preocupado com os artigos 153 e 156 do Código Penal, que criminalizam a homossexualidade, e com a nova alteração do Código Penal, artigo 137A, que também criminaliza as relações homossexuais entre mulheres (artigos 2, 3 e 26) . [Malaui] ... deve alterar seu Código Penal para descriminalizar a homossexualidade entre adultos de ambos os sexos e realizar campanhas de conscientização para educar a população sobre esse assunto. [Malaui] ... também deve tomar as medidas adequadas para proteger as pessoas envolvidas em relações consensuais entre pessoas do mesmo sexo contra a discriminação e a violência com base na sua orientação sexual, e garantir que os funcionários públicos e as autoridades públicas se abstenham de usar linguagem que possa encorajar o ódio e violência contra eles. A este respeito, [Malaui] ... deve processar as pessoas alegadamente responsáveis por tais atos de discriminação e violência, e punir aqueles que são condenados.
Em uma resposta oral fornecida ao UNHRC, a delegação do Malaui disse,
O Governo do Malaui encaminhou-se para a Comissão Jurídica para revisão de toda a legislação mencionada acima. O processo de revisão será completo e consultivo. A Comissão de Legislação do Malaui é um órgão independente e as suas recomendações são seriamente consideradas pelo Governo do Malaui.

### Relatório inicial do Malaui
Em seu relatório inicial há muito esperado para o UNHRC datado de 13 de julho de 2012, Malaui afirmou:
Em termos de discriminação com base na orientação sexual, a grande maioria da sociedade não aceita a homossexualidade e a homossexualidade não é praticada abertamente. Portanto, é muito improvável que casos de discriminação e violência com base na orientação sexual sejam relatados. . . . O Estado processou indivíduos ... por envolvimento em atos homossexuais. Por exemplo, no caso altamente divulgado da República v. Tiwonge Chimbalanga e Steven Monjeza (Processo Criminal número 359 do Tribunal de Magistrados de 2009) dois indivíduos do sexo masculino foram julgados e condenados pelo delito de práticas indecentes entre homens, no entanto, foram posteriormente perdoados e libertados. . . . Apesar do debate recente sobre a homossexualidade no Malaui, o consenso geral ainda permanece, isto é, a maioria dos malavianos não apóia a homossexualidade. A fim de levar em consideração as opiniões da minoria, as leis relevantes que criminalizam essas práticas foram encaminhadas à Comissão de Direito para uma revisão abrangente.

### Revisão Periódica Universal de 2010-11
O Comitê de Direitos Humanos das Nações Unidas (UNHRC) em março de 2011 concluiu uma Revisão Periódica Universal da situação dos direitos humanos no Malaui.

#### Recomendações feitas por nações ocidentais
Durante a revisão, Suécia,
expressou preocupação com a discriminação existente com base na orientação sexual. A Suécia recordou a ratificação por Malaui do Pacto Internacional sobre os Direitos Civis e Políticos, bem como o princípio básico da não discriminação, que também sustentou a Carta Africana dos Direitos do Homem e dos Povos e a Declaração Universal dos Direitos do Homem . :page: 8 ¶ 57
A Suécia recomendou que o Malaui,
Cumprir suas obrigações de acordo com o direito internacional dos direitos humanos e revisar sua legislação nacional, com urgência, para descriminalizar as relações entre pessoas do mesmo sexo e proibir a discriminação por qualquer motivo, incluindo orientação sexual. :page: 21 ¶ 105.20
O México recomendou que o Malaui,
Rever completamente o sistema legal para garantir o cumprimento da Constituição e de toda a outra legislação nacional com as obrigações e padrões internacionais de direitos humanos e, a este respeito, alterar e / ou derrogar todas as disposições legais, incluindo o direito consuetudinário, que resultam em discriminação, especialmente em com base na orientação sexual. :page: 20 ¶ 105.1
França recomendou que o Malaui,
Estabelecer uma moratória sobre as condenações por relações entre pessoas do mesmo sexo e, ao longo do tempo, descriminalizar a homossexualidade a fim de aplicar plenamente o princípio de igualdade e não discriminação entre todas as pessoas. :page: 21 ¶ 105.17
Canadá, :page: 21 ¶ 105.18 Alemanha, :page: 21 ¶ 105.19 Austrália, :page: 21 ¶ 105.21 Reino Unido, :page: 21 ¶ 105.22 Itália, :page: 21 ¶ 105.23 Áustria, :page: 21 ¶ 105.24 Irlanda, :page: 21 ¶ 105.29 e Luxemburgo  :page: 21 ¶ 105.28 geralmente recomendou que Malaui reforma seu Código Penal para terminar discriminação, hostilidade e violência contra pessoas com base em sua orientação sexual ou identidade de gênero.
Os Estados Unidos,
elogiou Malaui pelo progresso no alinhamento de sua legislação nacional com algumas convenções internacionais de direitos humanos, mas estava preocupado com a criminalização da atividade homossexual. Observou que considerava a descriminalização da homossexualidade parte integrante da proteção contínua dos direitos humanos universais no Malaui e crucial para a necessidade urgente de combater a propagação do HIV / AIDS. :page: 10 ¶ 68
Os Estados Unidos recomendaram que Malaui "descriminalize a atividade homossexual". :page: 21 ¶ 105.25
A Espanha recomendou que o Malaui,
Derrogar a legislação que criminaliza as atividades do mesmo sexo entre adultos consentidos e adotar medidas para combater o incitamento ao ódio por motivos de orientação sexual ou identidade de gênero, e permitir o registro de [organizações não governamentais] ... que defendam questões de orientação sexual e gênero identidade sem discriminação. :page: 21 ¶ 105.26
A Suíça recomendou que o Malaui,
Rever a legislação nacional com vista a descriminalizar as relações homossexuais e proibir todas as formas de discriminação, em conformidade com os compromissos internacionais do Malaui. Libere imediatamente e incondicionalmente todas as pessoas atualmente privadas de sua liberdade apenas por este motivo. :page: 21 ¶ 105.27
A Noruega recomendou que Malaui,
Sobre a questão dos direitos das minorias sexuais, reveja as leis para assegurar que a legislação seja alinhada com as normas internacionais de direitos humanos. :page: 22 ¶ 105.39

### Resposta do Malaui às recomendações
O Malaui não apoiou nenhuma das recomendações anteriores. :page: 19 ¶ 105
O Malaui afirmou que “não tinha planos para legalizar a homossexualidade. A vontade do povo do Malaui a este respeito deve ser respeitada. Ele observou que não havia consenso internacional sobre os direitos dos homossexuais ou sobre o direito dos homossexuais de se casarem. Malauí não deve ser indevidamente destacado e desnecessariamente pressionado para legalizar a homossexualidade. Malaui lembrou que uma resolução sobre os direitos dos homossexuais considerada para adoção pelas Nações Unidas em 2008 foi derrotada. "  :page: 6 ¶ 39
Malaui afirmou que “não houve homofobia ou incitamento contra gays. A lei simplesmente proibiu atos não naturais, que poderiam até ser cometidos em uma relação sexual entre um homem e uma mulher. "  :page:6 ¶ 40
Sobre o casamento gay, Malaui disse que “foi um processo, mesmo em países que fizeram recomendações a esse respeito. A Comissão de Legislação do Malauí estava trabalhando em leis que precisavam ser atualizadas. "  :page: 11 ¶ 76 Além disso, "Malauí enfatizou que não havia nenhuma lei que criminalizasse esse casamento, mas sim uma lei que proscrevia crimes não naturais. Ele observou os antecedentes históricos do Malaui. O Malaui tinha sido um protetorado britânico e, quando ganhou a sua independência, adoptou todas as leis então em vigor, incluindo a que diz respeito aos actos não naturais. Em 1994, Malaui adotou uma nova Constituição, sob a qual uma Comissão de Leis foi estabelecida com a missão de revisar todas as leis para garantir que fossem consistentes com a Constituição. "  :page: 9 ¶ 59
Em 4 de janeiro de 2017, milhares de pessoas em 28 distritos do país participaram de protestos liderados pela Conferência Episcopal do Malaui e pela Associação Evangélica do Malaui contra a legalização da homossexualidade, bem como do aborto.
| Atividade sexual do mesmo sexo legal                                                                  | / (Pena: reclusão até 14 anos para os homens, reclusão até 5 anos para as mulheres; raramente aplicada, suspensão do uso desde 2012 contestada) |
| Idade igual de consentimento                                                                          | (Pena: reclusão até 14 anos para homens, reclusão até 5 anos para mulheres; raramente aplicada, suspensão do uso desde 2012 contestada)         |
| Leis antidiscriminatórias apenas no emprego                                                           | No |
| Leis anti-discriminação no fornecimento de bens e serviços                                            | No |
| Leis anti-discriminação em todas as outras áreas (incluindo discriminação indireta, discurso de ódio) | No |
| Casamentos do mesmo sexo                                                                              | No |
| Reconhecimento de casais do mesmo sexo                                                                | No |
| Adoção de filhos adotivos por casais do mesmo sexo                                                    | No |
| Adoção conjunta por casais do mesmo sexo                                                              | No |
| Gays e lésbicas têm permissão para servir abertamente nas forças armadas                              | No |
| Direito de mudar de gênero legal                                                                      | No |
| Acesso à fertilização in vitro para lésbicas                                                          | No |
| Barriga de aluguel comercial para casais gays                                                         | No |
| HSH autorizados a doar sangue                                                                         | No |